# KV-2
KV-2 je bio sovjetski teški tenk sa 152 mm haubicom koji se proizvodio 1940. i 1941. godine. Razvijen je na temelju KV-1 tenka.

### Nastanak i rat
Osnovna zamisao koja stoji iza nastanka ovog tenka se krila u gradnji jače verzije godinu dana mlađeg tenkovskog brata KV-1. Masovno uništenje sovjetskih tenkovskih snaga u prvim mjesecima rata donosi opću reorganizaciju vojne strategije crvene armije. Po novoj koncepciji teško uništivi, ali i teško pokretljivi KV-2 je izgubio svoje mjesto bez i jednog ozbiljnog testiranja na ratištu.
Prije obustave proizvodnje 1941. godine iz tvornica je izašlo samo tristotinjak primjeraka ovog neobičnog tenka.

### Oprema
Glavno naoružanje tenka je činio masivni top od 152 mm koji je 1941. godine bio gotovo triput veći od najvećeg protivničkog tenkovskog naoružanja. Taj top je bio glavna prednost, ali i presudni nedostatak pošto je za njega bila potrebna velika kupola koja čime je težina tenka premašila 50 tona. Ti osnovni podaci su presudili da se KV-2 proglasi preteškim i preskupim za ratne uvjete masovne proizvodnje.